# Parque natural de Sierra María-Los Vélez

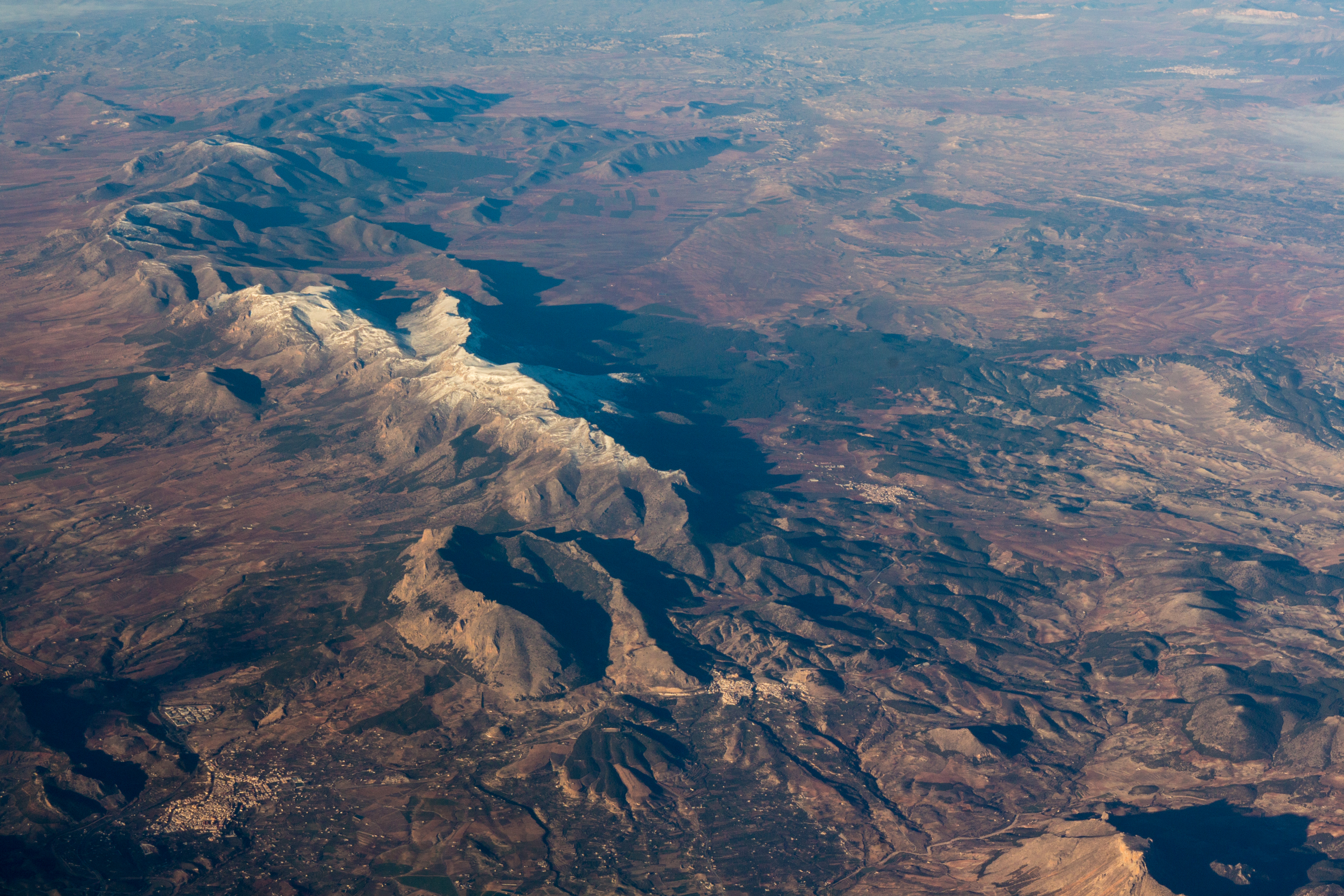
Parque natural Sierra de María-Los Vélez – zdjęcie lotnicze (strona zachodnia)

Parque natural de Sierra María-Los Vélez – obszar chronionego krajobrazu w Hiszpanii. Znajduje się w prowincji Almeria w gminach Chirivel, María, Vélez-Blanco i Vélez-Rubio.
Został ogłoszony obszarem chronionym w 1987 roku. Obejmuje 226,7 km² powierzchni. Park pokrywają lasy sosnowe stanowiące siedlisko zróżnicowanej flory, w tym niektórych gatunków endemicznych. Najwyższym szczytem jest María, skała wapienna wznosząca się na 2045 metrów.

## Fauna
Żyje tutaj 100 gatunków ptaków, w tym 17 gatunków drapieżnych. W 2002 park został ogłoszony obszarem specjalnej ochrony ptaków. Na tym terenie występuje również endemiczny podgatunek niepylaka apollo (Parnassius apollo) – P. a. mariae.

## Archeologia
Obszar był zamieszkiwany od czasów prehistorycznych, co potwierdzają wydobyte pozostałości archeologiczne pochodzące z paleolitu i neolitu.
Stanowiska archeologiczne obejmują:
- fort neolityczny na wzgórzu Cerro de Las Canteras, w pobliżu rzeki Corneras;
- jaskinia Cueva de Los Letreros w pobliżu Vélez-Rubio, słynąca z malarstwa jaskiniowego, będąca częścią światowego dziedzictwa UNESCO sztuka naskalna basenu Morza Śródziemnego na Półwyspie Iberyjskim[3];
- jaskinia La Cueva del Gabar w pobliżu Vélez-Blanco, gdzie znajdują się też rysunki naskalne[1].